# 소급 (전한)
소급(蕭伋, ? ~ ?)은 전한 후기의 관료로, 경조윤 두릉현(杜陵縣) 사람이다. 어사대부 소망지의 맏아들이자 대사농 소함의 형이다.

## 행적
아버지 소망지는 평소 홍공·석현을 비롯한 환관들과 대립하였다가 파면되었다. 이후 다시 원제의 부름을 받았는데, 이때 산기중랑(散騎中郞) 소급은 아버지의 무죄를 주장하는 글을 올렸다. 이에 홍공 등은 소망지가 소급으로 하여금 무죄를 탄원하게 하여 잘못을 황제에게 돌리려 한다고 일러바쳤고, 궁지에 몰린 소망지는 스스로 목숨을 끊었다. 담당 관리들은 소망지의 관내후 작위를 폐지할 것을 주청하였으나, 원제는 조서를 내려 용서하고 소급에게 작위를 잇게 하였다.

## 출전
- 반고, 《한서》 권78 소망지전